# متجه موجي
شعاع الموجة هو شعاع تمثيلي للموجة، شدة الشعاع تدل على عدد الموجة (الذي يتناسب عكسيا مع طول الموجة، وجهته تدل على جهة انتشار الموجة.

طول الموجة ل منحنى الجيب, λ, يمكن قياسها بأنها المسافة بين قمتين متتاليتين، أو قاعين متتالين.

## التعريف الفيزيائي
إذا كان طول الموجة {\displaystyle \lambda } يكون العدد الموجي:
{\displaystyle k=1/\lambda }
أي إذا كانت {\displaystyle \lambda } تقاس بالمتر، يقاس العدد الموجي 1/متر.
في الحالة العامة:
يمكن وصف موجة مستوية تنتشر في بعد واحد وليكن في الأتجاه x بالمعادلة:
{\displaystyle \psi (x,t)=A\cos(kx-\omega t+\varphi )}
حيث:
- x المكان،
- t الزمن،
- {\displaystyle \psi } : تشكل دالة للمكان x والزمن t اهتزاز موجة، مثل موجة في الماء حيث تَنْتَشِرُ الموجة عن طريق صعود بعض الماء عند نقطة ثم ينحفض ثانيا ثم يرتفع وهكذا، أو انتشار موجه صوتية حيث تحدث تغيرات دورية في ضغط الهواء وتصف الدالة {\displaystyle \psi } تلك التغيرات الدورية.
- A المطال للموجة (أي أعلى مقدار لتغير سطح الماء مثلا),
- {\displaystyle \varphi } هو فرق الطور الذي يبين مقدار اختلاف تقدم موجتين لهما نفس الخصائص، بسبب انطلاقهما بفرق زمني قصير جدا فيتصبحان غير متطابقتين.
- {\displaystyle \omega } هي التردد الزاوي لموجة تصف معدل اهتزازها عن نقطة معينة،
- فتكون {\displaystyle k} هي العدد الموجي (أو في الحالة العامة حيث تسمى «العدد الموجي الزاوي») وتساوي عندئذ:

{\displaystyle k=2\pi /\lambda }.
تتقدم هذه الموجة في الاتجاه +x بالسرعة {\displaystyle \omega /k}.
تسمى {\displaystyle \omega /k} «سرعة الطور».
تنتشر موجة عادة ليس في اتجاه واحد وإنما تنتشر في ثلاثة أبعاد (كرويا)، مثل انتشار ضوء من مصدر ضوئي. فتصبح معادلة انتشار الموجة كالآتي:
{\displaystyle \psi \left({\mathbf {r} },t\right)=A\cos \left({\mathbf {k} }\cdot {\mathbf {r} }-\omega t+\varphi \right)}
حيث:
- r هو موقع الموجة في مكان ثلاثي الأبعاد،
- k هي «متجة الموجة».

وقيمتها هي:
{\displaystyle |{\mathbf {k} }|=2\pi /\lambda }
كما هو الحال بالنسبة لموجة تنتشر في اتجاه واحد. ويمكن أن يتغير متجه الموجة قليلا عند انتشار الموجة في وسط غير متجانس بسبب اختلافات قليلة لسرعة تقدم الموجة في ذلك الوسط الغير متجانس.

## صياغته رياضيا
يمكن وصف موجة مستوية (ليست دائرية أو كروية) تنتشر في الاتجاه {\displaystyle {\vec {k}}} بالمعادلة:
{\displaystyle \psi ({\vec {r}},t)=Ae^{i({\vec {k}}{\vec {r}}-\omega t)}}
وهي دالة تعتمد على المكان r والزمن t .
وتعني {\displaystyle \omega } التردد الزاوي ويعبر عنه بوحدة 1/ ثانية.
ويمكن تحليل الموجة في ثلاثة أبعاد x و y و z كالآتي:
{\displaystyle {\vec {k}}=(k_{x},k_{y},k_{z})}
حيث يمثل k العدد الموجي الدوراني، وذلك يسمى "متجه العدد الموجي]].
يعطى {\displaystyle {\vec {k}}} بالمعادلة:
{\displaystyle |{\vec {k}}|={\frac {\omega }{c}}={\frac {2\pi }{\lambda }}}

## متجه الموجة والعدد الكمي
تتخذ طول الموجة للضوء في الفراغ قيما موجبة، وتقاس طول الموجة بالمتر أو السنتيمتر أو مليمتر أو أنجستروم.
ليس الضوء وحده له طول موجة بل هكذا تمثل جميع الموجات الكهرومغناطيسية. وفي أوائل القرن العشرين اتضح أن الإلكترون يسلك أحيانا مسلك «الموجة»، ومنذ ذلك الحين نعرف أن الإلكترون وجميع الجسيمات الأولية مثل البروتون والنيوترون يمكن وصفها بأنها موجات، وهذا ما صاغه دو بروي في نظريته عن ازدواجية موجة-جسيم.
ويختلف الحال ل جسيم أولي مثل الإلكترون المنحصر في بئر جهدي لنواة الذرة أو في نظام للمادة الصلبة، عندئذ تكون مقادير المتجهات الموجية له كمومية، ولكنها ليست بنفسها أعدادا كمومية. فيعتبر المتجه الموجي دالة لأعداد كمومية أي أن قيمه يمكن أن تعتمد على أعداد كمومية. في هذه الحالة يناظر متجه الموجة الطاقات الكمومية في نظام كمومي (مثل طاقات الإلكترون في الذرة) حيث يتخذ قيما كمومية منفصلة {\displaystyle E_{n}} . وتعبر n عن الطاقات المنفصلة للإلكترون ولكنها ذاتها ليست الطاقة.
توضـــيح:
يعطينا حل معادلة شرودنجر الخاصة ببئر جهدي ثلاثي الأبعاد الحل التالي (حالة إلكترون يدور حول نواة الذرة):
{\displaystyle \Psi _{n_{x},n_{y},n_{z}}(x,y,z)\propto \sin \left(k_{x}x\right)\cdot \sin \left(k_{y}y\right)\cdot \sin \left(k_{z}z\right)}
{\displaystyle \mathrm {with} \quad k_{i}={\frac {n_{i}\pi }{a_{i}}}\quad \mathrm {for} \quad i=x,y,z.}
توصف أحوال طاقة الإلكترون الذي يوصف بموجة في النظام بالأعداد الكمومية {\displaystyle n_{x}} و {\displaystyle n_{y}} و {\displaystyle n_{z}} . ويمكن استبدال تلك الثلاثيات من الأعداد لوصف حالة معينة عن طريق وصفها «بمتجه موجة» {\displaystyle {\vec {k}}=(k_{x},k_{y},k_{z})} .
ومع ذلك فلا نعتبره أو لا نعتبر أحد مركباته نفسها أعدادا كمومية، ذلك لأن متجه الموجه له وحدة، وعلاوة على ذلك فهو عدد حقيقي.
وعند معاملة نظام من n جسيمات نحصل على حل ذي n من المتجهات. فإذا كنا نتعامل مع إلكترونات - أي بالتالي فرميونات - ينتج لكل متجه موجة حالتين كموميتين تصفان العزمين المغزليين Spin للإلكترون، عزم مغزلي علوي وعزم مغزلي سفلي.

## زخم الحركة ومتجه الموجة
بالنسبة للفوتون (معادلات ألبرت أينشتاين) وللموجات المادية (علاقة دو برولي) يعطينا متجه الموجة، بالاستعانة
بثابت بلانك المخفض،
{\displaystyle \hbar }
العلاقة التناسبية بين متجه الموجة ومتجه زخم الحركة كالآتي:
{\displaystyle {\vec {p}}=\hbar {\vec {k}}}
ملحوظة: تعامل تلك المسألة جسيم أولي حرا طليقا (أي لا يرتبط في نظام).

## سرعة الموجة

انعكاس موجة صوتية في بعدين على لغم (حديدي) تحت الأرض

تعبر سرعة الموجة عن سرعة انتقال طور موجة وانتشار طاقة (مثل أشعة الشمس) أو انتقال معلومات حيث تَنْتَقِلُ بواسطة موجة كهرومغناطيسية. وسرعة طور الموجة يعطى بالمعادلة:
{\displaystyle v_{p}={\frac {\omega }{k}},}
حيث:
- vp سرعة الطور، بوحدة متر/ثانية،
- ωهي التردد الزاوي، بوحدة راديان / ثانية،
- k هو متجه الموجة ووحدته راديان/متر.

تعطي سرعة الطور السرعة التي تتقدم بها موجة ذات تردد معين في اتجاه معين. ويعتمد العدد الموجي على التردد الزاوي للموجه وهو يعتمد بالتالي على طول الموجة كما رأينا أعلاه. والعلاقة بين متجه الموجة والتردد الزاوي هي:
{\displaystyle \omega =\Omega (k).\,}
في الحالة الخاصة Ω(k) = ck حيث c مقدار ثابت تسمى الموجة «غير تفرقية» أو «غير تشتتية» non-dispersive, حيث تنتشر جميع الترددات بنفس السرعة. وعل سبيل المثال تعتبر الموجات الكهرومغناطيسية نغير تشتتية في الفراغ. في أحوال أخرى مثل انتشار صوت في طبقات الأرض المختلفة تكون سرعة الموجات «تشتتية». وتعتمد تشتتية الموجات على نوع الوسط التي تنتشر فيه وكذلك على نوع الموجات: موجة كهرومغناطيسية، أو موجة صوتية أو موجات مائية على سطح البحر.
سرعة حزمة موجية مكونة من عدة ترددات متقاربة تسمى «سرعة مجموعة» group velocity وتعرف بواسطة تدرج العلاقة التشتتية:
{\displaystyle v_{g}={\frac {\partial \omega }{\partial k}}}
في معظم الأحوال تكون حركة موجة عبارة عن حركة طاقة خلال وسط (مثل انتشار الضوء، وانتشار الصوت، وانتشار موجة بحرية). وغالبا تعبر سرعة مجموعة عن سرعة انتشار الطاقة في الوسط.

## اقرأ أيضا
- موجة مادية
- طول موجة دي برولي